# Пантала
Пантала (фр. Penthalaz) — громада  в Швейцарії в кантоні Во, округ Гро-де-Во.

## Географія
Громада розташована на відстані близько 80 км на південний захід від Берна, 13 км на північний захід від Лозанни.
Пантала має площу 3,9 км², з яких на 25,5% дозволяється будівництво (житлове та будівництво доріг), 56,1% використовуються в сільськогосподарських цілях, 16,9% зайнято лісами, 1,6% не є продуктивними (річки, льодовики або гори).

## Демографія
2019 року в громаді мешкало 3258 осіб (+11,7% порівняно з 2010 роком), іноземців було 28,2%. Густота населення становила 842 осіб/км².
За віковим діапазоном населення розподілялося таким чином: 22,5% — особи молодші 20 років, 60,9% — особи у віці 20—64 років, 16,6% — особи у віці 65 років та старші. Було 1405 помешкань (у середньому 2,3 особи в помешканні).
Із загальної кількості 1195 працюючих 22 було зайнятих в первинному секторі, 135 — в обробній промисловості, 1038 — в галузі послуг.